# Ståndsperson
Ståndsperson eller högreståndsperson kallades i Sverige och Finland en person som tillhörde adelsståndet eller prästeståndet, eller var en ofrälse ståndsperson. Beteckningen används om äldre förhållanden; om nyare förhållanden används ordet bara allmänt eller oegentligt.